# Solução do solo
A solução do solo constitui a fase aquosa do solo. Quase todas as reações químicas que ocorrem no solo são mediadas ou ocorrem na solução do solo, dentre as quais pode-se citar hidratação-hidrólise, ácido-base, oxidação-redução e complexação. Devido a essa característica, a solução do solo atua como mediadora de reações que controlam a retenção de substâncias pela fase sólida do solo, como precipitação-dissolução, adsorção-desorção e troca iônica. São essas reações que determinam o comportamento das diversas substâncias no solo.
O estudo da solução do solo envolve a sua amostragem no campo ou em laboratório. O método mais difundido é aquele baseado na utilização de centrífugas. Contudo, esse método, bem como os demais, não fornecem garantias de que a "real" solução do solo foi extraída. Isso ocorre devido a grande heterogeneidade da solução do solo, mesmo entre poros vizinhos, bem como pelo seu caráter dinâmico. Qualquer alteração na umidade, temperatura, pressão, entre outros fatores, alteram a composição solução do solo. Atualmente, a aferição da solução do solo é por muitas vezes considerado uma das etapas mais importantes para estudo da fertilidade de solos. A explicação mais importante para essa afirmação é que, a maioria dos nutrientes essenciais ou elementos que possam causar toxidez às plantas estão acessíveis aos vegetais na parte liquida do solo, enquanto os elementos que estão complexados pela matéria orgânica ou na parte sólida dos solos não estão disponíveis de forma assimilável pelo vegetal.  